# 古賀恵
古賀 恵（こが めぐみ）は、大阪府出身のモデル。血液型はA型。JOKER Entertainment所属。

## 出演

### ショー
- 大村ファッション美容専門学校

### その他
- 福岡版「美人時計」　14:28 - 14:32
- 清水宣行 アトリエヴィサージュ　広告